# Simuliomyces microsporus
Simuliomyces microsporus är en svampart som beskrevs av Lichtw. 1972. Simuliomyces microsporus ingår i släktet Simuliomyces och familjen Legeriomycetaceae.   Inga underarter finns listade i Catalogue of Life.